# Kabaret K2
Kabaret K2 – polski kabaret powstały w Zielonej Górze w 2012 roku. Jego pierwsi członkowie – Michał Zenkner i Bartosz Klauziński współtworzyli formacje Babeczki z Rodzynkiem i Kabaret Hlynur.

## Skład[2]
- Bartosz Klauziński (pseud. „Barciś”)
- Tomasz Łupak (pseud. „Łupson”)[3]
- Dominika Najdek

## Najważniejsze osiągnięcia[4]
- 2012 – I miejsce na kabaretonie Mulatka w Ełku
- 2012 – I miejsce i Nagroda Publiczności na festiwalu Fermenty w Bielsku-Białej
- 2012 – I miejsce na festiwalu Wryjek w Rybniku
- 2012 – I miejsce i Nagroda Publiczności na festiwalu Szpak w Szczecinie
- 2012 – I miejsce na Przeglądzie Kabaretów Studenckich (PKS) w Warszawie
- 2013 – I miejsce na przeglądzie kabaretowym PaKA w Krakowie
- 2013 – Nagroda Publiczności, Nagroda Dziennikarzy i Nagroda Organizatorów na przeglądzie kabaretowym PrzeWAŁka w Wałbrzychu
- 2013 – I miejsce i Nagroda Publiczności na festiwalu Lidzbarskie Wieczory Humoru i Satyry w Lidzbarku Warmińskim
- 2013 – Nagroda Główna i Nagroda Publiczności na festiwalu Zostań Gwiazdą Kabaretu w Poznaniu
- 2013 – Grand Prix i Nagroda Jawnego Jurora na festiwalu Trybunały Kabaretowe w Piotrkowie Trybunalskim